# Sensurround
Sensurround es un proceso desarrollado en la década de 1970 por Universal Studios para mejorar la experiencia de audio durante la presentación de películas en cines. Fue específicamente desarrollado para exhibir la película de 1974 Terremoto. El proceso también se utilizó en tres películas posteriores Midway (1974), Rollercoaster (1977) y en la versión de la Saga de una Estrella Mundial (1978).
- Datos: Q1413933
- Multimedia: Sensurround / Q1413933